# 江西暫行縣自治條例
《江西暫行縣自治條例》，一共有九十二條款項，由江西議會議員盧建侯、劉子貞、葛第春、張小宋於1921年11月的第三屆議會提出，被附於《江西暫行縣市鄉自治條例案》之中。提案理由書及條例刊載於1922年4月3日-6日的《申報》及1922年4月18日-20日的《大公報》。